# سهیلا روحانی

تیم ملی بسکتبال ایران در مسابقات قهرمانی آسیا در کره‌جنوبی در سال ۱۹۷۴ (۱۳۵۳ شمسی). به‌ترتیب از راست: نامعلوم، ژنیک شهبازیان، دیانا آوانسیان، سهیلا روحانی، زیبا افلاطون (کاپیتان) و اولین آواکیان

 سهیلا روحانی کلاگری (متولد ۲۳ اردیبهشت ۱۳۳۳ در  ساری) بازیکن تیم ملی بسکتبال زنان ایران بود. وی در رده باشگاهی از سال ۱۳۴۷ تا ۱۳۵۰ در تیم انجمن بانوان و دوشیزگان و از سال ۱۳۵۱ تا ۱۳۵۵ در تیم آزمایش عضویت داشت. وی سابقه شرکت در المپیاد جهانی دانشجویان ۱۹۷۳ مسکو، تورنمنت بسکتبال قهرمانی آسیا ۱۹۷۴ سئول (کسب مقام چهارم آسیا) و هفتمین دوره بازیهای آسیایی ۱۹۷۴ تهران (کسب مقام پنجم آسیا) را داشت. وی دارای تحصیلات دکترای دامپزشکی و تخصص انگل‌شناسی پزشکی (هر دو از دانشگاه ملی) بود. وی هم اکنون به عنوان استاد انگل‌شناسی دانشگاه علوم پزشکی شهید بهشتی فعالیت می‌کند.

## افتخارات
در سطح باشگاهی
- قهرمان باشگاه‌های تهران: ۱۳۴۷، کاپ فرح ۱۳۴۷، کاپ فرح ۱۳۴۸، دستجات آزاد ۱۳۴۸، ۱۳۴۹ (با تیم انجمن بانوان و دوشیزگان) و ۱۳۵۱، ۱۳۵۲، جام ششم بهمن ۱۳۵۲، ۱۳۵۳ (با تیم آزمایش)
- قهرمان ایران: سال ۱۳۴۹، ۱۳۵۰، ۱۳۵۱ (با تیم تهران)
- قهرمان جام کوروش: ۱۳۵۰ (با تیم انجمن بانوان و دوشیزگان)